# Liste des maires de Drumettaz-Clarafond
Pour un article plus général, voir Drumettaz-Clarafond.
La liste des maires de Drumettaz-Clarafond rassemble la liste des maires de Drumettaz-Clarafond en France.

## Histoire
La commune est née de l'union de deux paroisses, Drumettaz et Clarafond en une seule circonscription en 1723.
En 1749, elle est détachée du Genevois pour appartenir à la Savoie.
Le 24 mars 1860, le traité de Turin, mettant fin aux Etats Sardes (1713-1860), annexe la Savoie à la France et fait de Drumettaz-Clarafond une commune française.
Sous l'autorité piémontaise de nombreuses réformes ont été réalisées, dont la plus importante est celle du cadastre afin d'assurer la rentrée des impôts fonciers et la création de la mappe Sarde sous Victor Amédée II de Savoie.

## Liste des maires
| Période                                  | Période                       | Identité                   | Étiquette | Qualité                                                                                  |
| ---------------------------------------- | ----------------------------- | -------------------------- | --------- | ---------------------------------------------------------------------------------------- |
| 1839                                     |                               | Pierre Gonnet              |           |                                                                                          |
| 1879                                     | 1881                          | Benoit Pichon              |           |                                                                                          |
| 1881                                     | 1891                          | Pierre Quay-Thevenon       |           |                                                                                          |
| 1891                                     | 1896                          | Nicolas Gonnet             |           |                                                                                          |
| 1896                                     | 1897                          | Benoit Quay-Thevenon       |           |                                                                                          |
| 1915                                     | 1945                          | Antoine Nicolas Pignier    |           |                                                                                          |
| 1946                                     | 1960                          | Pierre Jacquier            |           |                                                                                          |
| 1960                                     | 1963                          | Edouard Pignier            |           |                                                                                          |
| mai 1963                                 | juin 1995                     | Henri Jacquier (1928-2005) |           | Surveillant-chef aux Thermes nationaux d'Aix-les-Bains                                   |
| juin 1995                                | mars 2008                     | André Quay-Thevenon        | DVG       | Président de la CALB (1995 → 2008)                                                       |
| mars 2008                                | mars 2014                     | Jean-Louis Sarzier         | DVG       | Cheminot, 1er adjoint (1995 → 2008) Conseiller général d'Aix-les-Bains-Sud (2004 → 2015) |
| mars 2014                                | En cours (au 13 juillet 2020) | Nicolas Jacquier           | SE-DVG    | Directeur financier                                                                      |
| Les données manquantes sont à compléter. |                               |                            |           |                                                                                          |

## Biographie des maires

### Nicolas Jacquier
Nicolas Jacquier est né en janvier 1976 est un expert comptable de profession, il est actuellement un des principaux dirigeants de Ski Shop, un des leaders français de location de matériels de ski et de montagne.
Il est élu adjoint au maire en 2008 sur la liste de Jean-Louis Sarzier puis devient premier adjoint au maire en 2013. Candidat à la mairie, il est élu maire en 2014 et réélu en 2020, avec plus de 68 % des suffrages.
Il est également conseiller communautaire à la Communauté d'agglomération Grand Lac depuis 2014, membre du conseil d'administration de la Mission Locale de Savoie Grand Lac et du bureau de Métropole Savoie.

### Jean-Louis Sarzier
Jean-Louis Sarzier est conducteur de train à la SNCF[réf. nécessaire]. Il entre au conseil municipal en 1995 et il devient maire entre 2008 et 2014. Au cours de cette période, il conseiller général de la Savoie de 2004 à 2015.
Il est conseiller général de la Savoie élu sur le canton d'Aix-les-Bains-Sud de 2004 à 2015 date à laquelle il ne se représente pas. Il succède à Jean-Paul Calloud.
Premier adjoint de 1995 à 2008, il est candidat et remporte la mairie au soir du deuxième tour dans une triangulaire l'opposant au maire sortant, André Quay-Thevenon et à la conseillère régionale Marie-Cécile Poguet.[réf. nécessaire]
Il ne se représente pas en 2014, son premier adjoint Nicolas Jacquier lui succède.
Jean-Louis Sarzier est élevé au grade de chevalier dans l'Ordre national du Mérite; le 16 mai 2015.

### André Quay-Thévenon
André Quay-Thévenon, né le 14 juillet 1949[réf. nécessaire], entre au conseil municipal en 1983 et devient premier adjoint en 1989.
Candidat en 1995 il est élu maire, il est réélu en 2001 mais est battu en 2008 au soir du deuxième tour lors d'une triangulaire l'opposant à Jean-Louis Sarzier et Marie-Cécile Poguet.[réf. nécessaire]
Il est notamment mis en difficulté sur la création d'un pôle préférentiel qui prévoyait la construction de 1500 logements sur 50 hectares.
Il est président de la Communauté d'agglomération du Lac du Bourget de 1995 à 2008, date à laquelle Dominique Dord lui succède et président de Métropole Savoie de 2001 à 2008.
Il tente un retour en étant candidat sur le canton d'Aix-les-Bains-Sud en 2010 mais est battu dès le premier tour.

### Henri Jacquier
Henri Jacquier, né le 5 janvier 1928 à Drumettaz-Clarafond et mort à Chambéry le 19 juillet 2005, est maire de la commune de 1963 à 1995 et une figure historique de la SFIO puis du Parti socialiste[réf. nécessaire].
Henri Jacquier est surveillant-chef aux Thermes nationaux d'Aix-les-Bains.
Il est le maire ayant le plus long mandat de l'histoire de la ville avec plus de 36 ans à sa tête. Il est à 6 reprises élu maire et cède son siège de maire en 1995 à André Quay-Thévenon.

### Edouard Pignier
Edouard Pignier, né le 30 décembre 1910 et mort le 27 octobre 1992 à Aix-les-Bains, est maire de la commune de 1960 à 1963.

## Galerie des maires

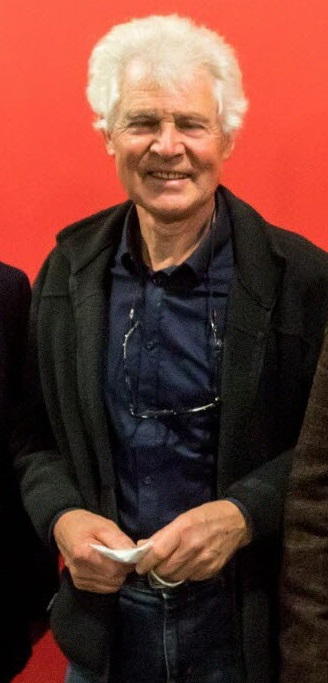
André Quay-Thevenon, maire de 1995 à 2008 et Président de l'agglomération de 1995 à 2008
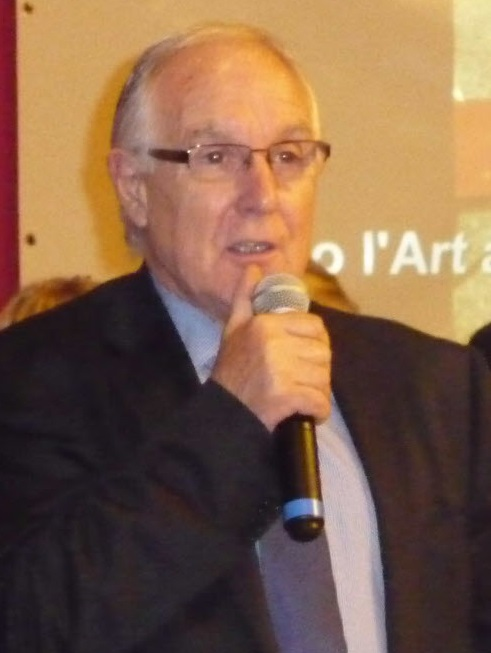
Jean-Louis Sarzier, maire de 2008 à 2014 et conseiller général de 2004 à 2015
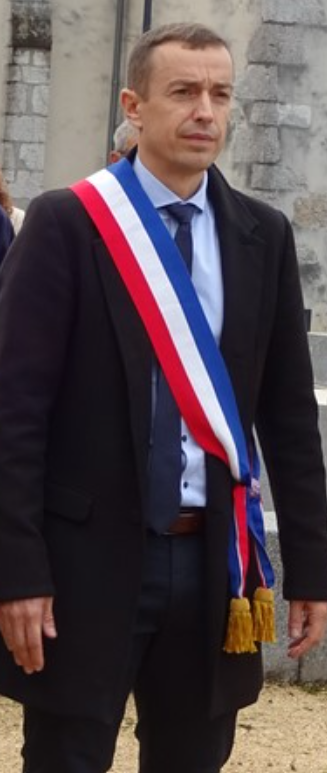
Nicolas Jacquier, maire depuis 2014

## L'Hôtel de ville

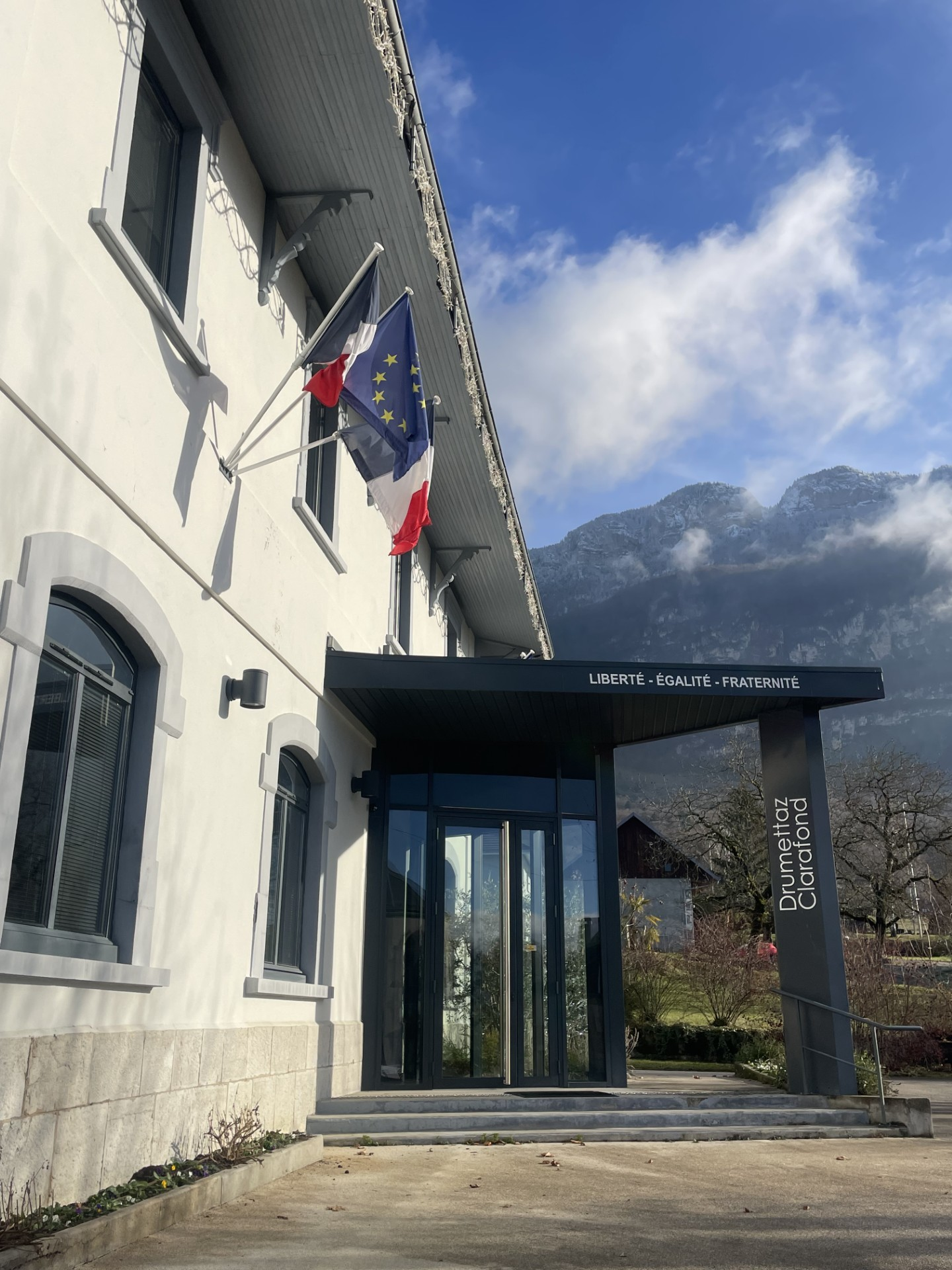
Entrée de la salle des mariages

En 1884, une loi oblige chaque commune à se doter d'une mairie. A Drumettaz, celle-ci se trouvait dans la maison du maire en place, il est élu par les citoyens pendant les Républiques, et nommé par le préfet pendant l'Empire.[réf. nécessaire]
Le bâtiment actuel de la mairie était auparavant aussi une école communale au rez-de-chaussée jusqu'en 2004. Le premier étage abritait les bureaux administratifs et les logements de fonction des instituteurs.
Depuis 2004, il abrite uniquement les services administratifs et les services municipaux de la ville.[réf. nécessaire]
Il ne faut pas confondre la mairie de Drumettaz-Clarafond avec le château du Donjon, bâtiment féodal de la fin du XVIe siècle.
Le bâtiment a été rénové et a subi une extension en 2014 pour un coût total de 640 000 euros .

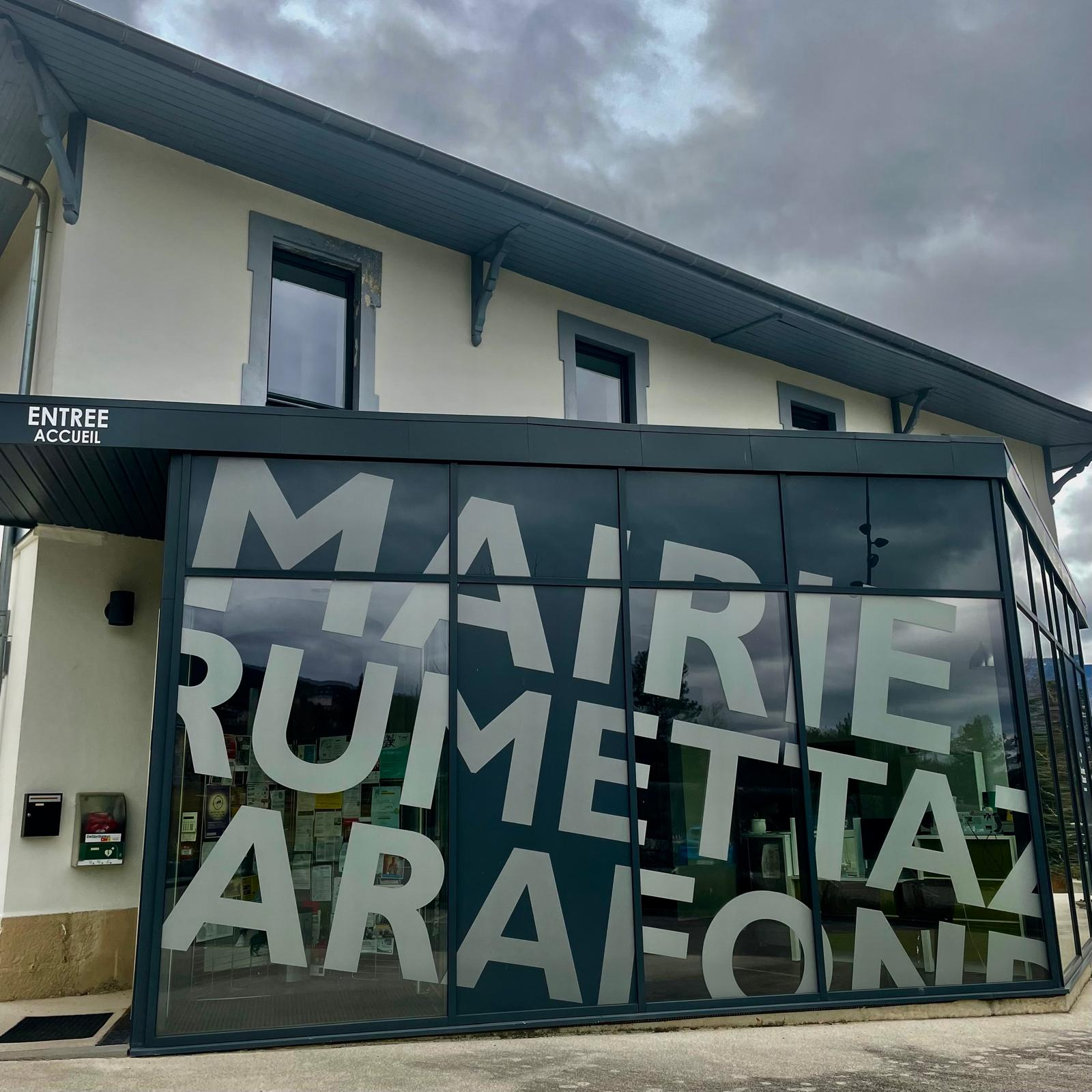
Facade arrière de la mairie.
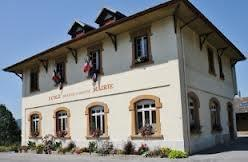
Ancienne mairie école avant les travaux (2014).
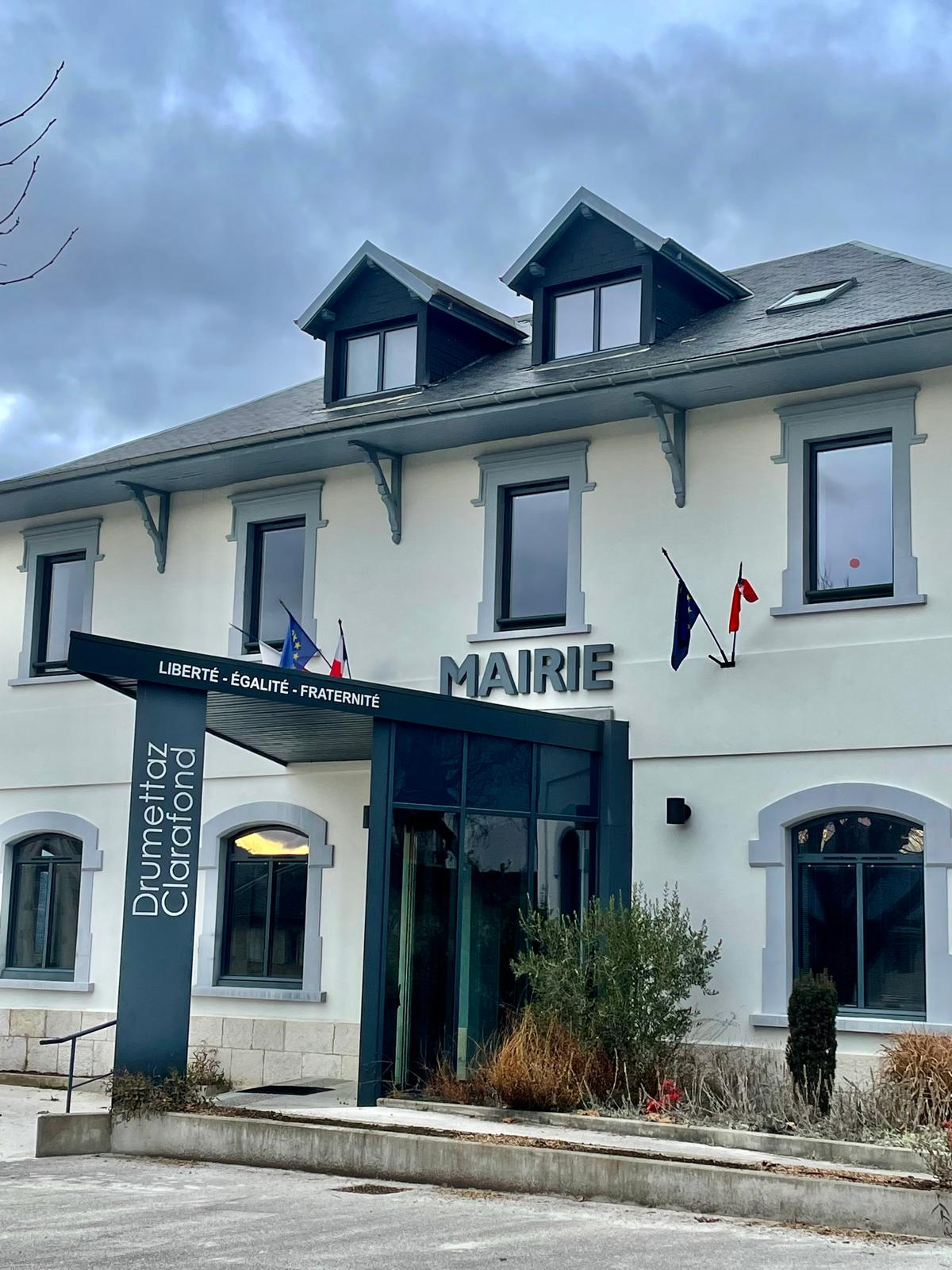
Facade de l'hôtel de ville après la rénovation (2024)

## Pour approfondir